# Brittany Raymond
Pour les articles homonymes, voir Raymond.
Brittany Raymond, née le 24 février 1995, est une actrice et danseuse canadienne. Elle est surtout connue pour son rôle de Riley dans la série originale The Next Step sur la chaîne Family. Brittany Raymond apparaît aussi régulièrement dans la série Lost & Found Music Studios (en), dans le rôle de Riley et dans la série Dare Me dans le rôle de Cori. 

## Filmographie

### Télévision
- 2013 : The Next Step : Riley
- 2015 : Lost & Found Music Studios (en) : Riley
- 2019 : Dare Me : Cori
- 2022 : The Hardy Boys : Lola Burton (4 épisodes)